# Papar
Els papar (del llatí papa, de l'irlandès antic que significa "pare" o "pope"; sing. popi) era un grup de missioners cristians irlandesos i escocesos que segons les primeres sagues nòrdiques i fonts històriques residien en algunes parts d'Islàndia durant el període de l'arribada de colones nòrdics. La seva existència ha de ser encara confirmada per arqueòlegs.

## Orígens
Els escandinaus van iniciar els seus assentaments a Islàndia en el segle IX (874 d.), però la font més antiga que fa esment de l'existència dels papar es va escriure a l' Íslendingabók (el llibre dels islandesos), entre el 1122 i 1133. Aquests personatges se citen al Landnámabók (el llibre islandès dels assentaments) on s'explica que els nòrdics van trobar sacerdots irlandesos a Islàndia quan van arribar, així com campanes i bàculs que concorda amb les manifestacions de l'historiador islandès Ari Fróði:
| « | En aquell temps residien en aquesta illa homes cristians, als qui les gents nòrdiques donaven el nom de "papin"; no obstant això, més tard van marxar perquè no volien conviure amb pagans. Van deixar llibres irlandesos, campanes i bàculs, per la qual cosa va poder arribar-se a la conclusiónde que eren irlandesos. | » |

Una altra font que possiblement podia fer referència als papar va ser el treball de Dicuil, un monjo irlandès del segle IX (825), qui va parlar del peregrinar dels homes sants cap a les terres del nord. No obstant això, no se sap si Dicuil parlava d'Islàndia, ja que hi havia precedents d'ermitans gaèlics en altres illes del nord com les Orkney i Shetland.
Alguns topònims islandesos s'han vinculat als papar, inclosa l'illa de Papey, així com les Vestmannaeyjar però no hi ha encara evidències arqueològiques que ho testimonien. Una altra teoria es basa en el fet que totes dues fonts es basen en Ari Thorgilsson, autor de l' Íslendingabók, qui va basar la seva història en els escrits de Dicuil. Les fonts tradicionals afirmen que els papar van abandonar les zones o van ser assassinats quan van arribar els colons nòrdics pagans, però s'ha teoritzat que la seva influència va poder ajudar l'expansió del cristianisme en la zona.

## Elspapara les Illes Fèroe
Existeixen bastants topònims relatius als papar a les illes Fèroe, entre ells estan Paparøkur prop de Vestmanna, i Papurshílsur prop de Saksun. Vestmanna és una contracció en si mateixa de Vestmannahøvn, que significa "port dels irlandesos" (Westmen). A Skúvoy, existeix un cementiri amb tombes on s'aprecia un possible origen gaèlic, o almenys influència.
També s'ha suggerit que Grímur Kamban, va poder ser el responsable de la seva expulsió, malgrat la seva més que probable origen gaèlic-viking:
| « | Segons la saga Faereyinga… el primer colon a assentar-se a les illes Fèroe va ser un home anomenat Grímur Kamban –Hann bygdi fyrstr Færeyar– que al costat dels seus seguidors va obligar els anacoretes a l'abandó dels seus emplaçaments. El sobrenom Kamban té probablement un origen gaèlic i una interpretació és que es refereixi a certa malformació física, encara que també pot referir-se a una condició i valor atlètica com a esportista. És bastant probable que fora un jove procedent de la Irlanda vikinga i segons la tradició local el seu assentament va estar a Funningur, Eysturoy. | » |

## Elspaparen les Orcadas i Shetland
Joseph Anderson cita:
| « | Els dos Papeys de les Orkney, la gran i la petita (antigament "Papey Meiri" i "Papey Minni") són ara Papa Westray i Papa Stronsay. John of Fordun en la seva enumeració de les illes, esmenta una Papeay tertia (tercera Papey), que actualment és desconeguda. Hi ha tres illes Papey més a Shetland, i tant a les Orkney com a Shetland, disposen de bastants districtes anomenats Paplay o Papplay, sens dubte relacionats amb Papyli d'Islàndia. | » |

## Elspapara les Hèbrides
Les Hèbrides té molts exemples dels papar, però amb la diferència crucial que el nòrdic antic va desaparèixer de forma inicial en l'àrea, i és discutible si el gaèlic escocès fins i tot va arribar a coexistir alguna vegada i morir al seu torn. Hi ha almenys tres illes que originalment es deien Papey, actualment es lletreja "Pabbay" en gaèlic escocès: Pabaigh a les Hèbrides d'Escòcia.
- Pabbay a les Illes de Barra
- Pabbay a Harris
- Pabbay, a South Uist
- Pabay, a les Hèbrides Interiors, prop de Skye.

## Veus discordants
Alguns historiadors de relleu han posat en dubte l'existència d'aquests anacoretes a Islàndia i les Illes Faroe, en primer lloc perquè no existeixen arguments coherents a favor de tal presència i sobretot perquè haurien necessitat navegants experimentats per a complir amb el seu propòsit; i segon perquè el descobriment casual d'Islàndia, la falta d'una enginyeria naval necessària a la Irlanda medieval per a arribar fins a un lloc tan remot i pràcticament absència de restes arqueològiques i població autòctona quan van arribar els primers colons vikings releguen als papar a una teoria improbable.